# Oksana Zakaljoechnaja
Oksana Anatoljevna Zakaljoechnaja (Russisch: Оксана Анатольевна Закалюжная) (Archangelsk, 18 december 1977) is een voormalig Russische basketbalspeelster, die speelde voor het nationale team van Rusland. Ze werd Meester in de sport van Rusland, Internationale Klasse.

## Carrière
Zakaljoechnaja begon haar carrière bij Volna Sint-Petersburg in 1994. In 2000 gaat ze spelen in de WNBA voor Detroit Shock en Phoenix Mercury. In Europa speelt ze voor Fenerbahçe in Turkije. Met die club wordt ze Landskampioen van Turkije in 2002. Ook wordt ze Bekerwinnaar van Turkije in 2001. In 2002 verhuisd ze naar Orsi-Sopron in Hongarije. In het seizoen 2004/05 speelt ze de eerste helft van het seizoen voor Dinamo Moskou en de tweede helft voor Dinamo Novosibirsk. In 2005 stapt ze over naar UMMC Jekaterinenburg. In 2007 gaat ze naar BK Moskou. Met die club haalt ze de finale van de EuroCup Women. Ze verloren van Beretta Famila Schio uit Italië met een totaalscore over twee wedstrijden met 136-165. In 2008 keert ze terug bij Dinamo Moskou. In 2009 gaat ze naar Nadezjda Orenburg. Ook met deze club verliest ze de finale van de EuroCup Women van Sony Athinaikos Byron uit Griekenland. De eerste wedstrijd verloren ze met 57-65. De tweede wedstrijd wonnen ze met 57-53, maar dat was niet genoeg voor de eindoverwinning. In 2012 ging ze spelen voor Mersin BŞB in Turkije. In 2013 stopte ze met basketbal.
Met het nationale team van Rusland speelde ze op het Wereldkampioenschap en won ze zilver in 2002.

## Erelijst
- Landskampioen Rusland:
  - Tweede: 2006
  - Derde: 2000, 2007, 2010, 2011, 2012
- Landskampioen Turkije: 1
  - Winnaar: 2002
  - Tweede: 2001
- Bekerwinnaar Turkije: 1
  - Winnaar: 2001
- Landskampioen Hongarije:
  - Derde: 2003, 2004
- EuroCup Women:
  - Runner-up: 2008, 2010
- Wereldkampioenschap:
  - Zilver: 2002